# Summton
Ein Summton ist ein Klang, mit annähernd gleichbleibender Frequenz und einem charakteristischen Obertonspektrum. 
Der Summton unterscheidet sich in drei Arten:
- gesungenes Summen, erzeugt durch die menschliche Stimme
- tierisches Summen, erzeugt durch Flügel- oder Schwanzschläge
- künstliches Summen, erzeugt durch akustische Gerätschaften

## Gesungenes Summen
Summen als gesungene Form dient als musikalische Funktion. Dabei werden die Klänge mit der Stimme erzeugt, bei welchen die Höhe und Tiefe des Tons variabel sein kann. Anders, als bei gewöhnlichem Gesang sind weder ein Text, noch wirkliche Silben vorhanden. In der Regel wird die Melodie eines Musikstücks durch das Summen nachgeahmt. Summen kann jedoch auch improvisiert sein.

## Tierisches Summen
Natürlich entstehen Summtöne z. B. durch den Flügelschlag von Insekten wie Bienen, Hummeln und Stechmücken. Bei der Kolibri-Art Wimpelschwanz sorgt beim Flug die an den Schwanzfedern vorbeiströmende Luft für einen Summton.
Bei manchen Insekten wird das Summen als Signal eingesetzt. So Versammeln sich zum Beispiel Stechmücken der Art Aedes vexans zu so genannten Tanzschwärmen. Ein Pulk von Männchen dieser Art fliegt in der Dämmerung auf und ab. Der Summton, der aus der artspezifischen Frequenz des Flügelschlags entsteht, lockt Weibchen der gleichen Art zur Paarung an. 

## Künstliches Summen
Summtöne werden häufig als Warnsignal genutzt, z. B. in Autos beim Öffnen der Wagentür, wenn das Fahrlicht noch brennt, als Aufmerksamkeitssignal bei manchen Telefonen und als Wecksignal bei elektronischen Weckern. 
In elektronischen Geräten können auch unerwünschte Summtöne auftreten, z. B. das Brummen eines Transformators oder Störsignale bei Lautsprechern, wenn eine elektrische Störung mit gleichmäßiger Frequenz auf den Stromkreis einwirkt.